# Île Elaguine
L'île Elaguine (russe : Елагин остров) est une île à l'embouchure de la Neva, à Saint-Pétersbourg, en Russie.
L'île abrite le palais Elaguine, mais également quelques autres bâtiments.

## Géographie
C'est une île plate, située dans le delta de la Neva, entre la branche de la Grande Nevka et celle de la Moyenne Nevka. L'île a une superficie de 94 hectares. Elle s'étend d'est en ouest sur 2,1 km et une largeur maximale du nord au sud de 0,8 km.

## Histoire
L'île a tout d'abord servi de retraite boisée pour la classe dirigeante. À l'origine connue sous le nom d'île Melgunov, l'île prend son nom actuel de son ancien propriétaire, Ivan Elaguine (1725-1793), mieux connu comme étant l'un des pères fondateurs de la franc-maçonnerie russe. Le palais a été construit en 1786 dans la partie orientale de l'île.
En 1817, l'île a été achetée pour 350 000 roubles par le Cabinet Impérial, au nom de la monarchie russe. L'année suivante, le parc du château a subi une complète refonte et de restructuration mené par l'architecte Carlo Rossi. Les travaux ont duré quatre ans et incluaient un vaste jardin paysager anglais avec un système de canaux, de ponts et des étangs, ainsi que des grottes et des belvédères.
Autrefois inaccessible pour la plupart des gens, après la révolution russe, l'île a été ouverte au public en tant que parc urbain, qui porte encore le nom de Sergueï Kirov.

## Utilisation actuelle
Actuellement[Quand ?] l'île Elaguine est une destination populaire de week-end pour les Pétersbourgeois. Les visiteurs peuvent louer des bateaux pour naviguer dans l'île, sur plusieurs étangs et canaux. Il y a aussi des locations de patins à roulettes et de vélos, ainsi que plusieurs attractions pour les enfants, comme des promenades à poney, trains miniatures et terrains de jeux. L'île dispose également de plusieurs kilomètres de sentiers pavés.

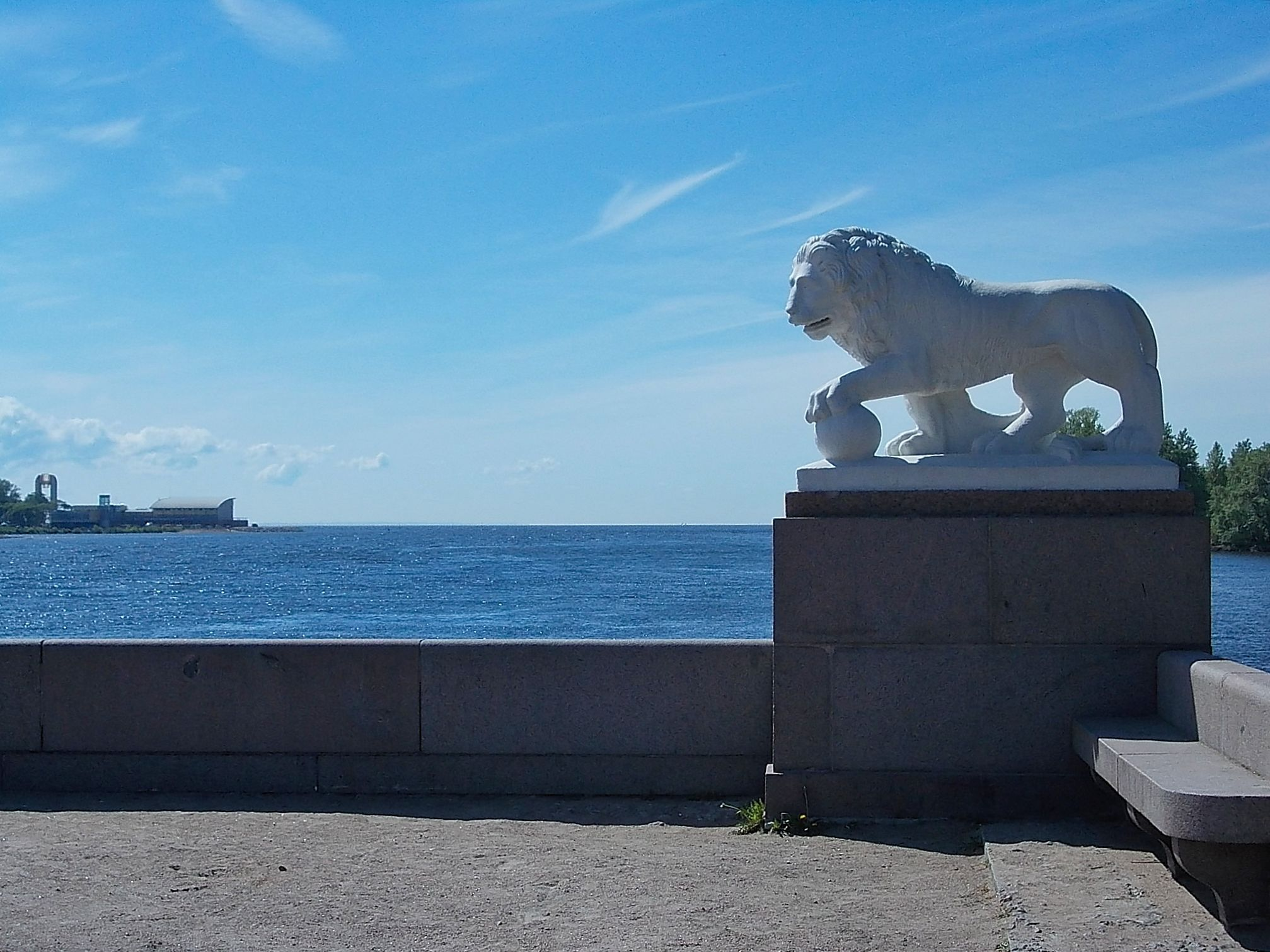
Lion, à l'ouest
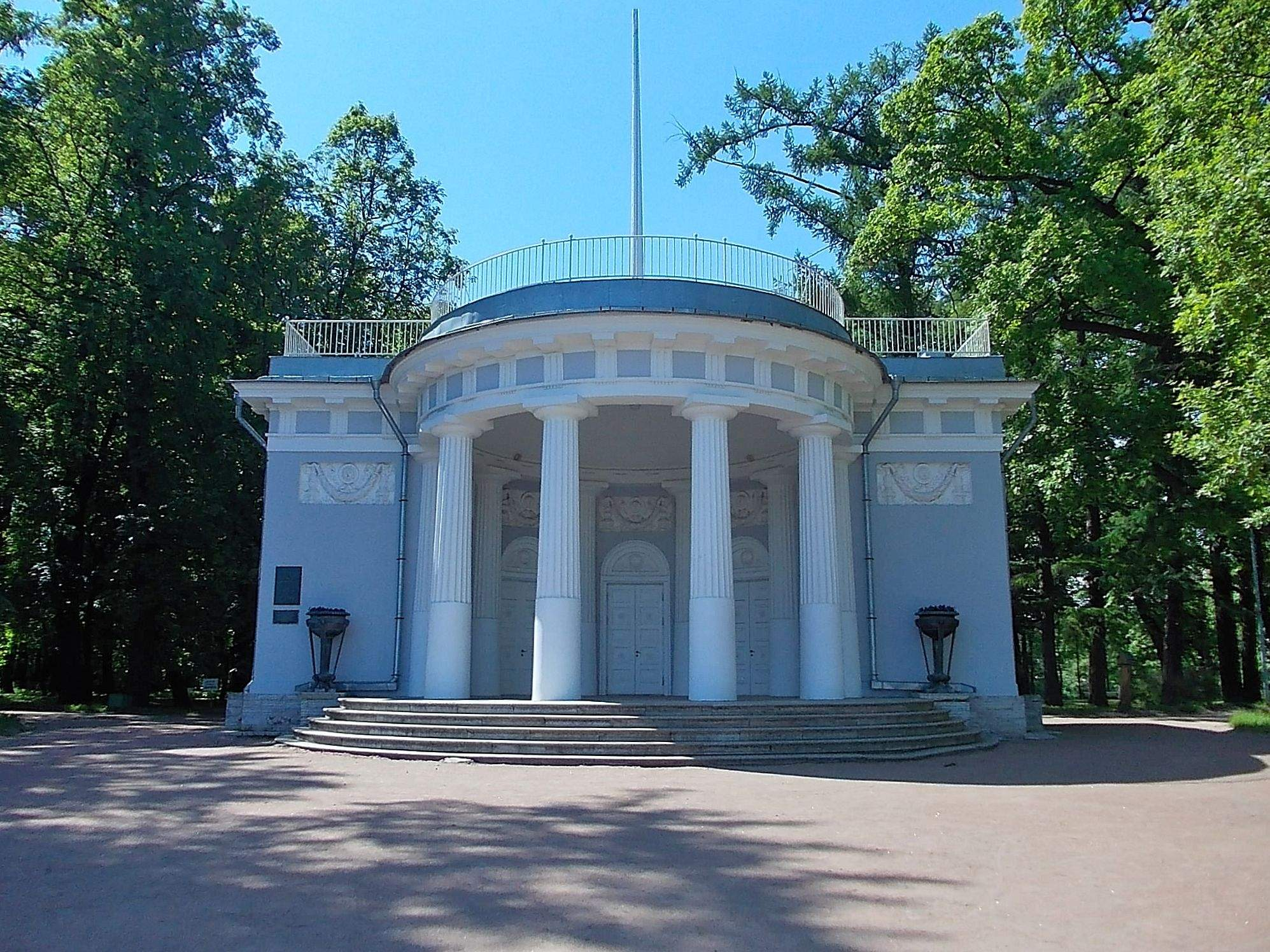
Un pavillon dans le parc
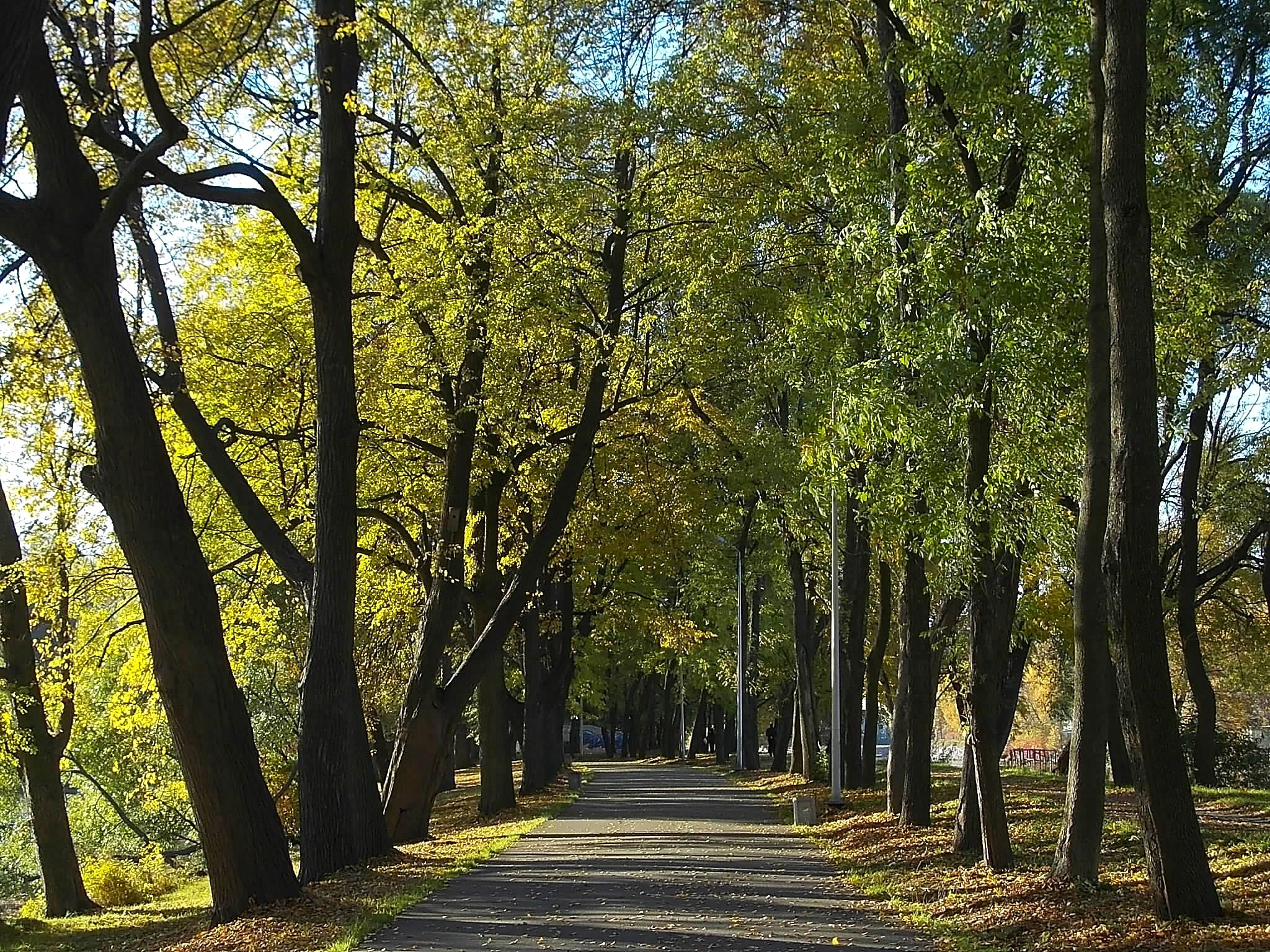
Allée sur l'île
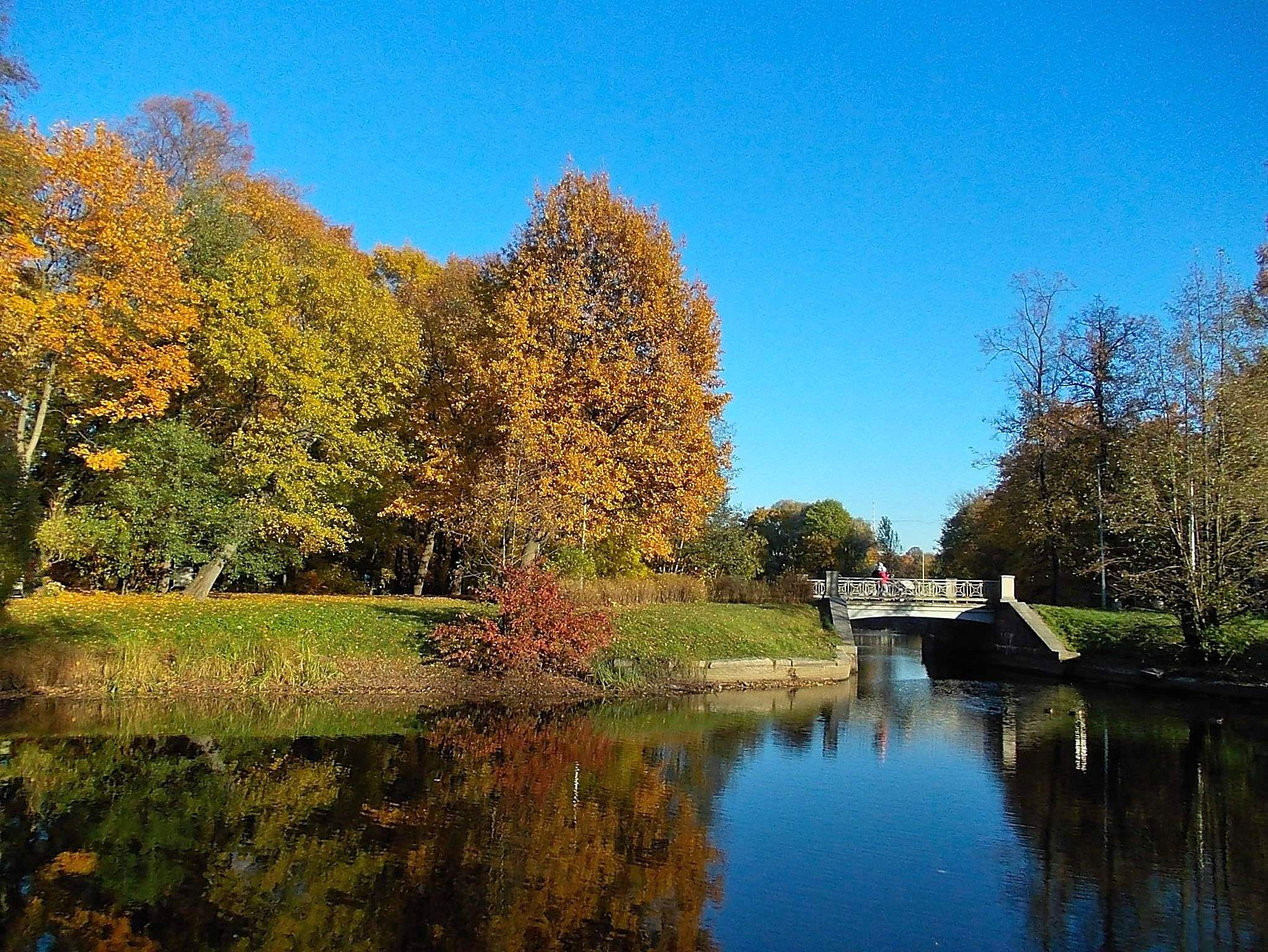
Un étang dans le parc